# الوطن الثاني
الوطن الثاني (بالفرنسية: Seconde patrie)، (بالإنجليزية: The Castaways of the Flag) رواية من تأليف الروائي جول فيرن صدرت عام 1900. وهي جزء من سلسلة "رحلات غير عادية"